# Gyldensteen Strand
Gyldensteen Strand er navnet på det gendannede naturområde omkring det tidligere Gyldensteen Inddæmmede Strand omgivet af en bræmme af strandenge eller rørskove. Området ligger øst for Bogense i Nordfyns Kommune. 
29. marts 2014 åbnede man digerne i et stort naturgenopretningsprojekt der gendanner en del af den tidligere fjord, en kystlagune på 214 ha og et en 144 ha stor ferskvandssø med rørskovsområder øst for det gamle nord-sydgående dige til Langø. 

## Gendannelsen
Aage V. Jensen Naturfond opkøbte i 2011 616 ha i området, der også omfatter den vestlige del af Ore Inddæmmede Strand, der kaldes Reservatet, og fonden har stået for projektet, der er den største naturgenopretning på Fyn.
Formålet er at sikre og forbedre de nuværende naturværdier i området og genskabe et af Fyns vigtigste fugleområder og at give offentligheden mulighed for at opleve området. 
Man vil også undersøge konsekvenserne af klimabetingede stigninger i havvandstanden på naturområder og foretage videnskabelige undersøgelser af havets store biodiversitet i både det inddæmmede havområde og udenfor.
Der er anlagt stier og fugletårne, og et formidlingscenter: Naturrum Gyldensteen , med med udstillinger om områdets kultur og natur og tilbyde tørvejrsrum med borde, bænke og toiletter.

### Genopretningen består af tre områder
- Den Vestlige del der genskabes som et lavvandet fjordområde omkring den frilagte ø Lindholm, omgivet af smalle strandenge og rørskove foran nyanlagte diger
- Den østlige del, der forbliver bag dige, men uden pumpeafvanding som et fersk sø- og rørskovsområde.
- Reservatet i Ore Strand opretholdes som en mosaik af afgræssede enge, sumpe og søer med en generelt lidt højere vandstand end i dag.

### Virkning
Allerede i 2015, første år efter frilæggelsen, opstod stor mangfoldighed af liv, men blev i årene efter reduceret til store mængder orm, formentlig på grund af tung lerjord. Man udlagde sand og stenrev i dele af området, og flere typer liv er registreret i 2025.

## Inddæmningen
Gyldensteen Strand blev i 1871 inddæmmet for at dræne og opdyrke den gamle fjordbund – med henblik på høslæt og kvæggræsning i området. Man byggede diger mellem Store Stegø, Lindholm og Langø, man gravede en øst-vestgående hovedkanal og opførte to pumpemøller, hvoraf Stegø Mølle stadig står ved vestenden af området. I 1960erne blev jorden dybdepløjet, og tung lerjord kom op til overfladen.

## Naturbeskyttelse
Hele området er en del af det store Natura 2000-område nr. 108 Æbelø, havet syd for og Nærå , og er både habitatområde, fuglebeskyttelsesområde og Ramsarområde. Den gendannede kystlagune er ligeledes oprettet som et vildtreservat på 228 ha, hvoraf de 209 ha er vandarealer., med forbud mod færdsel uden for de anlagte stier, og forbud mod jagt.